# Universelle Dependenzrelationen
Universelle Dependenzrelationen (englisch Universal Dependencies, abgekürzt UD) sind ein einheitliches System zur Annotation von grammatischen Strukturen, z. B. Part-of-speech (PoS), über Sprachen hinweg. Verbunden mit diesem System ist ein offenes internationales Kooperationsprojekt mit über 600 Mitwirkenden, das versucht, die sprachlichen Strukturen einer jeden Sprache mithilfe von Baumbanken (tree banks) darzustellen und in einer frei zugänglichen Datenbank festzuhalten. Das Wissen aus dieser Datenbank wird für linguistische Forschung, aber auch im Bereich der natürlichen Sprachverarbeitung (Natural language processing) genutzt.

## Schema
Das Annotationsschema ist eine Kombination von drei verwandten Darstellungsarten natürlicher Sprache: (Universal) Stanford Dependencies (USD;), Google Universal Part-of-Speech tags und Interset interlingua for morphosyntactic tagsets.
UD stellt die syntaktischen Beziehungen innerhalb eines Satzes mithilfe von Dependenzabhängigkeiten dar. Diese werden häufig mithilfe von Pfeilen dargestellt, die die voneinander abhängigen Satzteile miteinander verbindet. Zusätzlich wird jede Abhängigkeit durch eine syntaktische Funktion charakterisiert. Zum Beispiel in dem Satz „Sie hinterließ ihm eine Notiz“ würde das UD Schema zeigen, dass die Wörter sie, ihm und Notiz von dem Wort 'hinterließ' abhängig sind, ausgedrückt durch Pfeile, die von 'hinterließ' zu den drei Wörtern verlaufen. Ferner würden die Pfeile mit den syntaktischen Funktionen beschriftet sein, die da lauten: 'Sie' ist das nominale Subjekt von 'hinterließ', das Pronomen 'ihm' ein indirektes Objekt und die Phrase 'eine Notiz' das direkte Objekt. Des Weiteren würde das Schema einen Pfeil von 'Notiz' zum unbestimmten Artikel 'eine' ziehen, da letzterer der Determinant von 'Notiz' ist.

## Sprachen
Die UD Datenbank umfasst derzeit über 200 Baumbanken zu über 150 Sprachen.

## Debatte um Funktionsworte
Das UD-Schema ist unter Forschenden der Dependenzgrammatik umstritten, da es Funktionswörter den Inhaltswörtern unterordnet, während die gängige Literatur der Dependenzgrammatik Inhaltswörter den Funktionswörtern unterordnet.